# Alfred Mele

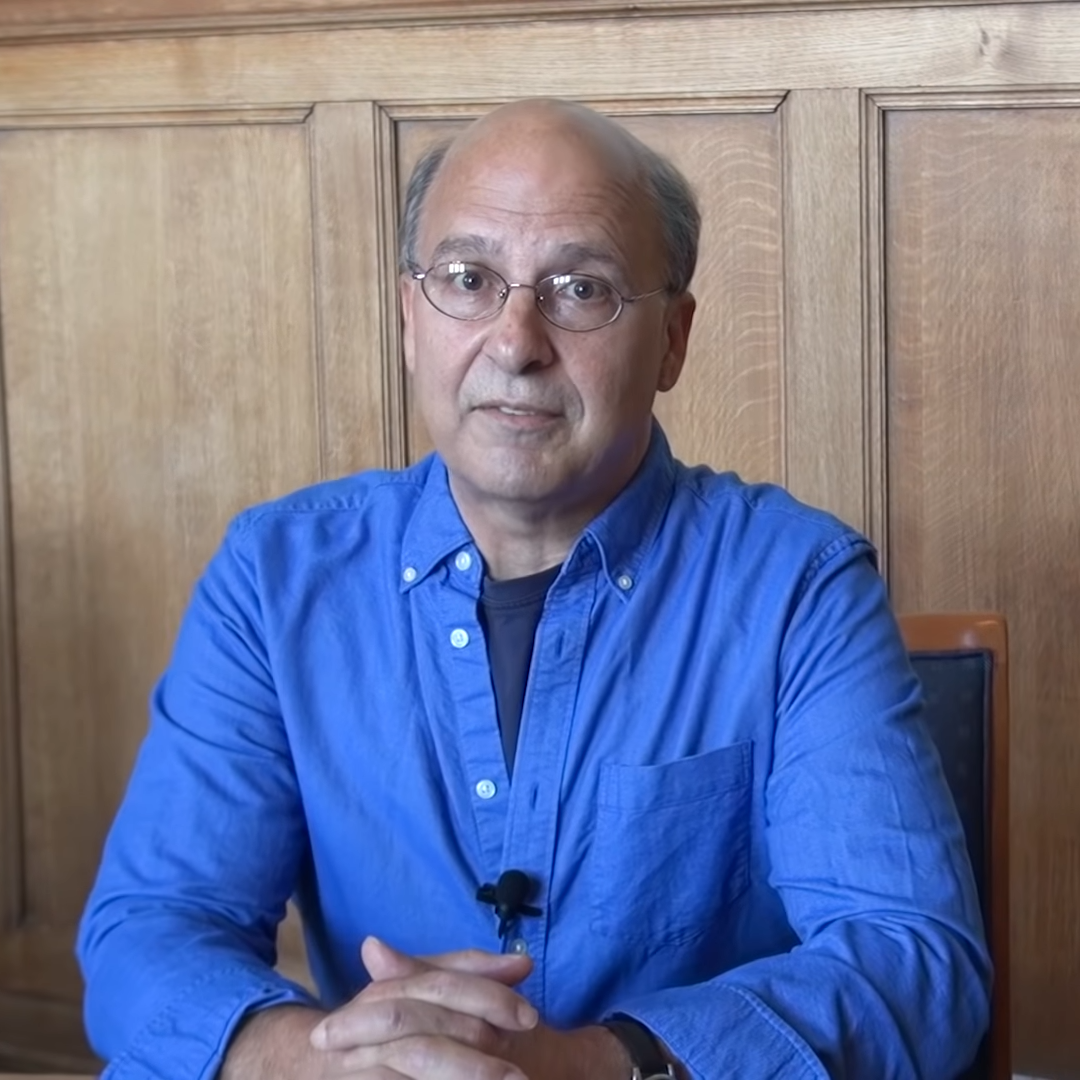
Mele em 2017

Alfred Remen Mele (nascido em 22 de maio de 1951) é um filósofo americano.
Ele é professor de filosofia William H. e Lucyle T. Werkmeister na Universidade Estadual da Flórida. Suas áreas de trabalho são a teoria da ação, a filosofia da mente, a metafísica e a filosofia antiga. Ele desenvolveu sua própria posição sobre o livre-arbítrio, que ele chama de “autonomismo agnóstico”.

## Autonomia e livre-arbítrio
Mele entende o livre-arbítrio como autonomia e argumenta que as pessoas podem exercê-lo. Ele desenvolve dois conceitos de autonomia: um compatibilista, que também funciona em uma visão de mundo determinística, e um "modestamente libertário", que se baseia em uma visão de mundo indeterminística. Mele argumenta que não é preciso escolher entre compatibilismo e incompatibilismo para afirmar a autonomia e, portanto, propõe uma postura agnóstica.
Seu livro Effective Intentions: The Power of Conscious Will (2009) foi recipiente do primeiro Sanders Book Prize, de 2013 (melhor livro de filosofia da mente, metafísica ou epistemologia). Nele, analisa os argumentos contra o livre-arbítrio com base em descobertas empíricas da neurociência, concluindo que o livre-arbítrio não é ameaçado por nenhuma das descobertas disponíveis.
Em 2010, Mele recebeu subsídio 4.4 milhões de dólares da Fundação John Templeton para a pesquisa do livre-arbítrio. Em 2014, recebeu outro financiamento de 4.5 milhões de dólares da Fundação Templeton para o projeto "Filosofia e a Ciência do Autocontrole". Ele afirmou que os fundos são destinados aos cientistas dos projetos.

## Obras
- Free Will: An Opinionated Guide. Oxford University Press, 2022.
- Manipulated Agents: A Window to Moral Responsibility. Oxford University Press, 2019.
- Aspects of Agency: Decisions, Abilities, Explanations, and Free Will. Oxford University Press, 2017.
- Free: Why Science Hasn’t Disproved Free Will. Oxford University Press, 2014.

- Free Will and Consciousness: How Might They Work? (editado com Roy Baumeister e Kathleen Vohs). OUP 2010, ISBN 978-0-19-538976-0
- Effective Intentions: The Power of Conscious Will. Oxford University Press (OUP), New York 2009, ISBN 978-0-19-538426-0
- Free Will and Luck. OUP 2008, ISBN 978-0-19-537439-1
- Motivation and Agency. OUP 2008, ISBN 978-0-19-518952-0
- Self-Deception Unmasked. Princeton University Press, Princeton 2001, ISBN 978-0-691-05745-3
- Autonomous Agents: From Self-Control to Autonomy. OUP 1995, ISBN 978-0-19-509454-1
- Springs of Action: Understanding Intentional Behavior. OUP 1992, ISBN 978-0-19-507114-6
- Irrationality: An Essay on Akrasia, Self-Deception, and Self-Control. OUP 1987, ISBN 978-0-19-508001-8